# Instagram (песня Дина)
«Instagram» (стилизовано по строчным буквам) — песня, записанная южнокорейским музыкантом Дином. Она была выпущена 26 декабря 2017 года лейблом Universal Music Korea и распространяется Joombas Company. Песня жанров R&B и соул имеет дело с «душным, мрачным» чувством прокрутки ленты Instagram поздно ночью.
Несмотря на отсутствие рекламных мероприятий песня попала в национальный чарт Южной Кореи Gaon Digital Chart и заняла второе место в чарте Billboard K-pop Hot 100. Сингл был продан тиражом более 2,5 миллионов копий по всей стране, получив награды, такие как «Лучший композитор года» на Mnet Asian Music Awards и R&B-композиция года на Korean Hip-hop Awards.

## Предыстория и композиция
«Чтобы увидеть, как много красивых, красивых и крутых людей в Instagram… Я продолжал сравнивать себя с ними, и мои друзья ходят в эти крутые места, а я был измотан работой в студии, мне казалось, что я — одинокий остров, расположенный вдали от всех этих людей. Это было очень тяжело для меня».
Дин, желая создать альбом, подумал, что «если я говорю правду о себе, люди могут сопереживать мне». Он начал объективно наблюдать за собой и отметил свою склонность проверять службу социальных сетей Instagram. Он понял, что, следуя за людьми, которыми он восхищался и которые ему нравились, он чувствовал себя «бесконечно маленьким и недостаточным», что привело его к депрессии. Он «был уверен, что я не единственный», испытывающий относительную депривацию. Дин задумал песню с определённой степенью сходства с главным героем романа «Робинсон Крузо», живущим в городе.
Авторами выступили Дин (под псевдонимом Deanfluenza), Highhopes, 2xxx!, Jusén, Miso, Reone и Chekparren. Песня принадлежит жанрам R&B и соул. Текст песни выражает «душное, мрачное» ощущение прокрутки ленты Instagram поздно ночью в постели. Дин описал песню как «тёмную» песню на фоне Рождества и праздничного сезона, самого «яркого» времени года. Далее он уточнил, что песня не предлагает никакого утешения или решений, а действует как «плачущий друг рядом с вами, который, как и вы, живёт сложной жизнью с её взлетами и падениями». В песне он описывает девушку с каре, ссылаясь на свою бывшую. Он сказал, что песня заканчивается на «низкой ноте», чтобы побудить слушателя «перестать подглядывать за страницей вашей бывшей в Instagram».

## Выпуск и продвижение
19 декабря 2017 года Дин начал продвигать песню, выпустив в своём аккаунте Instagram фотографию. Через 4 дня он анонсировал сингл во второй фотографии. Песня и тизер к музыкальному видео вышли 26 декабря. KBS и MBC заблокировали песню из синдикации на своих каналах после того, как песня была «непригодна для трансляции». Из-за названия компании определили, что она нарушила правила для упоминания конкретного бренда продукта. В день выхода песни певица IU выпустила пару кавер-видео песни в своём аккаунте Instagram. Её пост набрал более 340 000 лайков в течение 12 часов после публикации. Черно-белое музыкальное видео вышло 30 января 2018 года.

## Отзывы критиков
Сайт Oh My Star назвал «Instagram» одной из самых запоминающихся песен года Hong Seok-woo of Cine21 magazine felt that the lyrics were "touching" and complimented the guitars on the track.. Журнал Billboard поставил песню на 13-е место своём списке 20 лучших K-pop-песен 2018 года. Обозреватель Джефф Бенджамин из Paper, описал запись как «одну из самых понятных композиций в этом году» и поставил её на девятое место в списке 20 K-pop лучших песен 2018 года.
Дин и со-композитор Highhopes поделили премию Best Composer of the Year на Mnet Asian Music Awards. Дин также получил номинации Best Hip Hop & Urban Music и Song of the Year. Песня получил премию R&B Track of the Year на Korean Hip-hop Awards. Сингл также был номинирован на Song of the Year – December на Gaon Chart Music Awards.

## Продажи

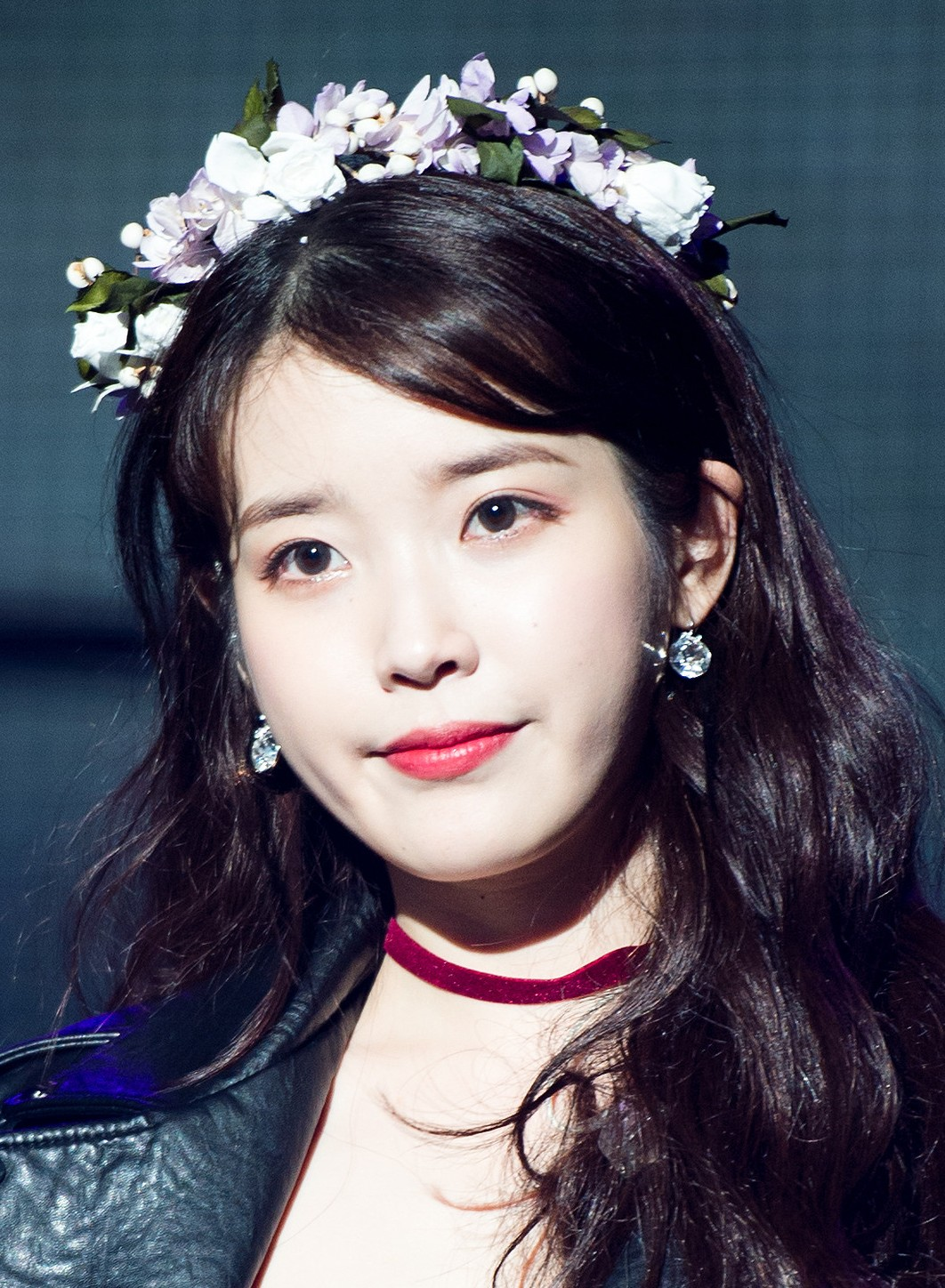
кавер-версии IU отчасти приписывают успех сингла

Песня была встречена немедленным успехом, несмотря на отсутствие рекламных мероприятий после её выхода в интернет-магазинах. Продажам сингла были приписаны его «модная» мелодия и резонансное содержание текста, в дополнение к каверу IU и «молве». Её появление в музыкальных интернет-магазинах принесло Дину прозвище «цифровая электростанция».
Песня попала на первое место в чарте Gaon Digital Chart. Это была самая скачиваемая песня недели в стране, было продано 171 979 цифровых копий. Сингл входил в топ-100 в течение 33 недель подряд. В чарте Billboard K-pop Hot 100 песня попала на десятое место. На следующей недельно упал на второе место. В чарте Gaon Music Chart песня заняла 23-е место в списке самых исполняемых синглов. По состоянию на июнь 2019 года было продано более 2,5 миллионов копий внутри страны.

## Участники записи
Согласно Melon и Tidal.
- 2xxx! – композиция
- Chekparren – композиция
- Дин – вокал, производство, текст, композитор, аранжировка
- Highhopes – композиция, аранжировка
- Jusén – композиция
- Miso – композиция
- Reone – композиция
- Кристиан Райт – мастеринг-инженер, персонал студии

## Чарты
| Чарт (2017–18)                  | Высшая позиция |
| ------------------------------- | -------------- |
| South Korea (Gaon)              | 1              |
| South Korea Bell (Gaon)         | 14             |
| South Korea Ring (Gaon)         | 2              |
| South Korea Singing Room (Gaon) | 25             |
| South Korea (K-pop Hot 100)     | 2              |

| Чарт (2018)        | Высшая позиция |
| ------------------ | -------------- |
| South Korea (Gaon) | 2              |

| Чарт (2018)        | Высшая позиция |
| ------------------ | -------------- |
| South Korea (Gaon) | 23             |

## Сертификации
| Регион                                                                      | Сертификация | Продажи |
| --------------------------------------------------------------------------- | ------------ | ------- |
| Канада (Music Canada)                                                       | Золотой      | 40 000  |
| Данные о продажах + прослушиваниях приведены только на основе сертификации. |              |         |